# Orthosia rufofusca
Orthosia rufofusca là một loài bướm đêm trong họ Noctuidae.